# Luis Caballero Vargas
General Luis Caballero Vargas fue un militar mexicano que participó en la Revolución mexicana.

## Inicios
Nació el 8 de marzo de 1877, en Jiménez, Tamaulipas, siendo hijo de Tirso Caballero y de Ascensión Vargas. En su juventud fue comerciante y empleado de la oficina del Registro Civil y en el Ayuntamiento; también trabajó en los Ferrocarriles Nacionales. En diciembre de 1908 ganó las elecciones municipales de Villa de Jiménez y el 1 de enero siguiente tomó posesión como presidente municipal, puesto al que renunció para afiliarse al movimiento antirreeleccionista. También en Santander formó el Club Francisco I. Madero.

## Maderismo
En diciembre de 1911 se integró a las fuerzas rurales del estado que persiguieron al general Bernardo Reyes. Colaboró con los gobiernos de Espiridión Lara y de Joaquín Argüelles. El 15 de febrero de 1912 este último lo nombró jefe de los Cuerpos Rurales del Centro del Estado, con sede en Jiménez. El 6 de marzo, al lado de Alejandro Leal y con 40 hombres, hizo huir al rebelde vazquista Gonzalo Zúñiga Adame y a sus seguidores, los cuales se habían apoderado de la localidad de Burgos. 

## Constitucionalismo
Se opuso tenazmente al gobierno de Victoriano Huerta, y el 14 de marzo de 1913, con Isidro C. Salazar, Eduardo Castañeda, Donato Saldívar y otros, firmó un manifiesto que circuló en Ciudad Victoria y que sostenía la fórmula Félix Díaz y Francisco León de la Barra para presidente y vicepresidente de la República, respectivamente. 
El 27 de abril se entrevistó en El Encinal con Lucio Blanco, quien al mando de 250 hombres del Regimiento Libres del Norte tenía órdenes de Venustiano Carranza de luchar en los estados de Nuevo León y Tamaulipas. A Caballero se le asignó la región central del Estado. 
Con el grado de teniente coronel inició sus acciones militares el 5 de mayo en Jiménez, dirigiendo aproximadamente a 70 hombres. el 29 del mismo mes, con un contingente de 150 elementos que posteriormente serían conocidos "Patriotas de Tamaulipas", se incorporó en Columbres a las fuerzas del general Blanco. Por su valiente actuación en el ataque a Matamoros del 3 de junio fue nombrado coronel y el 6 de noviembre de 1913 el general Pablo González lo ascendió a general brigadier, grado que posteriormente ratificó el propio Carranza.
El 16 de noviembre participó con la Brigada Caballero en la Toma de Ciudad Victoria, que después de dos días de sangriento combate fue abandonada por el general y gobernador huertista Antonio J. Rábago. El general González, de acuerdo con Carranza, lo nombró el 18 de noviembre gobernador del estado y jefe de la 5a División del Ejército del Noreste

## Gobernador de Tamaulipas
Caballero designó como secretario general de gobierno al Lic. Fidencio Trejo Flores, secretario particular a José Guerra García y tesorero general al teniente coronel Anarcasis López de Lara. Fue sustituido temporalmente en la gubernatura por Gonzalo Castro y Raúl Gárate. 
Participó junto a los generales Antonio I. Villarreal, Francisco Murguía y Jesús Agustín Castro en el sitio y ataque al puerto de Tampico el 10 de diciembre de 1913. El 19 de abril de 1914, cuando se intensificó el asedio a Tampico, prometió a González que si le enviaba 2 cañones y 6 ametralladoras entraría a Tampico en 24 horas, o "las cabras no darían leche". Pero Caballero no logró sus propósitos sino hasta el 13 de mayo, cuando el general Ignacio Morelos Zaragoza evacuó la plaza.
El 6 de junio, ante la escasez de recursos, puso en circulación papel moneda. Cuatro días después González lo ratificó al mando de la 5a División del Ejército del Noreste.

## Diferencias entre Villa y Carranza
El 20 de junio, cuando se iniciaban las divergencias entre el general Francisco Villa y el Primer Jefe del Ejército Constitucionalista Venustiano Carranza, Caballero junto con los jefes miilitares constitucionalistas Pablo González, Antonio I. Villarreal y Cesáreo Castro, pretendió zanjar dichas diferencias. Estos primeros esfuerzos no fueron suficientes, por lo que representantes del jefe constitucionalista se reunieron una vez más el 3 de julio con los villistas Miguel Silva, Manuel Bonilla, José Isabel Robles y Roque González Garza. 
De estas negociaciones resultó el Pacto de Torreón, uno de cuyos objetivos era dirimir las dificultades surgidas entre los jefes de la División del Norte y el Primer Jefe del Ejército Constitucionalista. Caballero fue uno de los signatarios de dicho pacto, publicado el 4 de julio.
Con el cargo de gobernador preconstitucional decretó el 30 de ese mes la prohibición del trabajo personal para compensar deudas. Con esta medida pretendía liberar a los peones de esas viejas prácticas; era aplicable a ambos sexos y obligaba a patronos a darlo a conocer entre sus trabajadores.
Ese mismo día junto con Villarreal celebró en Saltillo, Coahuila, sin éxito, conferencias con los representantes de Antonio Carbajal para negociar la entrega de la Ciudad de México. El 15 de agosto promulgó el decreto con el que autorizaba la confiscación de todas las tierras de temporal o regadío que no se cultivaran. El 20 de agosto de acompañó a Carranza durante su entrada triunfal en la capital del país y el día 27 el mismo Primer Jefe le confirió el grado de general de brigada.

## Segunda administración
El 25 de septiembre dictó una serie de medidas que fijaban las funciones de la Comisión Agraria; entre ellas destacaron las que establecían el deslinde de las propiedades, el impulso de proyectos de irrigación, el censo agrario y el crédito agrícola. El 1 de octubre participó en la comisión revisadora de credenciales de los militares y civiles constitucionales que se reunieron en una convención en la Ciudad de México, con el fin de buscar un orden legal en el país. 
Dos días después participó en otra comisión para solicitar a Carranza le autorizara reasumir el poder. Nombró al coronel Bibiano Saldívar Cervantes su representante personal en la Convención de Aguascalientes.

## Adhesión a Carranza
Cuando las diferencias entre Villa y Carranza se hicieron insalvables, Caballero manifestó su adhesión al último, desconociendo a la Convención. Dos días después, en Tampico dirigió una circular a los presidentes municipales del estado, denunciando al general Alberto Carrera Torres como un embaucador, ya que en un telegrama había exhortado al pueblo a combatir a maderistas, huertistas y felicistas.
El 18 de noviembre de 1914 ordenó a sus subalternos mantenerse alertas frente a los carreristas Leónides Pérez y Cruz Amaya. El 8 de diciembre carreristas y caballeristas sostuvieron un sangriento tiroteo en el río Chihue. Ese mismo día un decreto presidencial estableció que a partir del 1 de abril de 1915 los billetes emitidos y firmados por él dejarían de tener cauce legal.
El 12 de diciembre lanzó un manifiesto en el que negaba haberse incorporado a la Convención y hacía un llamado al pueblo tamaulipeco para que continuara la lucha revolucionaria apoyando a Carranza contra Villa, Felipe Ángeles y José María Maytorena. A fines de 1914 nombró al profesor Lauro Aguirre director general de Educación.
En diciembre de 1914 luchó en El Ébano, San Luis Potosí, contra las tropas del general Cedillo. En enero de 1915 sus fuerzas, junto con las del general Francisco Cossío Robelo, rechazaron en la capital del estado un ataque del general Carrera Torres. Dos meses después sufrió una severa derrota ante las fuerzas de los generales Severino Ceniceros, Máximo García y Carrera Torres. En su huida hacia el noroeste volvió a sufrir otro desclabro en Güemes.
El 25 de abril se estableció en Jiménez, donde se unieron a sus fuerzas las tropas del general César López de Lara. Los soldados juchitecos de López de Lara se insubordinaron debido a la falta de pago y amenazaron con desertar e incorporarse a las fuerzas villistas. Caballero ordenó que se les fusilara a tres de ellos, lo que provocó una fuerte rivalidad con López de Lara.
El 28 de mayo asistió a la protesta del general Ildefonso V. Vázquez como gobernador interino de Nuevo León. Ese mismo día, junto con el general Fortunato Zuazua que avanzaba desde Tampico y con López de Lara que lo hacía desde Jiménez, las fuerzas de Caballero derrotaron al general Carrera Torres obligándolo a entrar a Ciudad Victoria. Este triunfo constitucionalista permitió a Caballero volver a ocupar la capital del estado unos días después.
El 22 de junio, bajo las órdenes de Emiliano P. Nafarrate y Francisco González Villarreal, sus hombres sostuvieron diversos encuentros contra tropas de la División del Norte. El 18 de agosto, ante las propuesta de los representantes de Argentina, Brasil, Chile y Estados Unidos en el sentido de que sus países participaran en la búsqueda de la pacificación de México, los envió con Carranza aduciendo que este asunto no era de su competencia.
El 12 de octubre de 1915, junto con los generales Alfredo Ricaut y López de Lara, recibió a Álvaro Obregón y a Venustiano Carranza en Tampico. El 27 de enero de 1916 fue nombrado vocal inspector de la Comisión Inspectora del Ejército y el 3 de julio de ese año, comandante militar del estado, al mando de la 5a División del Ejército del Noreste.

## Otros acontecimientos
A raíz de la huelga de trabajadores de la compañía "El Águila", Caballero transcribió al coronel Procopio I. Elizondo, jefe de la guarnición de la plaza de Tampico, un decreto de Venustiano Carranza fechado el 1 de agosto de 1916, en el que estipulaba que sería castigado con la pena de muerte quien incitara a suspender el trabajo en fábricas y empresas. Con este argumento Elizondo pasó por las armas a dos huelguistas y con ello finalizó la huelga.
El 17 de agosto obtuvo una licencia en el ejército. El 16 de febrero de 1917 fue aprehendido y mandó fusilar a Alberto Carrera Torres a pesar de que estaba amnistiado y había cedido sus fuerzas a su hermano Francisco Carrera Torres. Dos meses después trató de desprestigiar en la XXVII Legislatura federal al diputado Emilio Portes Gil, acusándolo de haber realizado una campaña contra Francisco I. Madero en el periódico El Cauterio en 1911. 

## Candidato a la gubernatura de Tamaulipas y rivalidad con López de Lara
En 1917 participó como candidato a la gubernatura del Estado, que disputó a César López de Lara. Caballero fue apoyado por los rancheros revolucionarios y las tropas constitucionalistas que guarnecían el estado, con excepción de Tampico, donde se encontraba el general Manuel M. Diéguez que sostenía a López de Lara contra Caballero.
En tanto López de Lara contaba con los gremios obreros de Tampico, encabezados por Emilio Portes Gil. Militantes de ambos grupos se enfrentaron en Tampico en marzo de ese año. El gobernador Gregorio Osuna, quien apoyaba a López de Lara, eliminó de varias municipalidades a funcionarios incondicionales a Caballero.
Debido a las quejas de los militantes caballeristas, Carranza nombró gobernador interino a Alfredo Ricaut para sustituir a Osuna. En julio de 1917 Ricaut aplazó las elecciones debido a la exaltación de los militantes de ambos grupos. A fines de 1917 se reanudó la contienda electoral. Sus seguidores se agruparon en el Partido Liberal de Tamaulipas y adoptaron como distintivo el color verde; entre estos se encontraban los generales Emiliano P. Nafarrate y Eugenio López, y el coronel Ricardo Cortina. Al general López de Lara lo apoyó el Partido Demócrata Popular de Tamaulipas, que adoptó el color rojo. 
El 3 de enero de 1918 se le ordenó ponerse a disposición del general Diéguez, y el 4 fue nombrado Jefe de Operaciones en la Huasteca veracruzana. Ese mes hubo nuevos enfrentamientos violentos entre caballeristas y laristas. El 4 de febrero él y López de Lara se atribuyeron el triunfo en las elecciones verificadas un día antes. Los diputados seguidores de cada contendiente decidieron establecer su propia legislatura para entregar el poder a su respectivo candidato. Ricaut desconoció el triunfo que ambos se atribuían. 
Mientras se daba una solución al problema, Ricaut fue ratificado en el cargo por la Comisión Permanente del Congreso de la Unión. Caballero se trasladó a la Ciudad de México en marzo de 1918 dejando en su lugar a Nafarrate. En la Secretaría de Gobernación declaró invalidadas las elecciones.
Ese mes Caballero retó a López de Lara a enfrentarse en un duelo en Chapultepec. Al llegar a dicho lugar sus seguidores abrieron fuego contra el carro en que llegaba López de Lara. Después de un sangriento tiroteo en el que murió el coronel Francisco Aguirre Garza, jefe de la escolta de Caballero, ambos fueron hechos prisioneros y días después liberados.

## La rebelión caballerista
El 9 de abril Nafarrate devolvió el cargo de gobernador a Caballero y dos días después aquel fue asesinado en Tampico. El 17 de abril Caballero envió un telegrama al Senado informando que no tenía ninguna intención de atacar al gobierno federal, pero que estaba dispuesto a defender la soberanía del estado ante la presencia de tropas federales bajo las órdenes del general Manuel M. Diéguez.
Un día después se negó a dialogar con Carranza y pues se levantó en armas contra el gobierno del centro. Lo siguieron el general Eugenio López, jefe de la 5a. División y aproximadamente tres mil hombres, así como parte de los poderes Legislativo y Judicial.
Pese a los últimos esfuerzos de Diéguez para evitar la rebelión caballerista, el día 19 Caballero ordenó que se destruyera la vía de tren y se quemaran algunos puentes que comunicaban la capital del estado con el puerto de Tampico, a fin de retardar el avance de dos mil hombres bajo las órdenes de Diéguez. Simultáneamente, exigió cien mil dólares a los comerciantes de la capital del estado y ordenó que fuesen intervenidas las oficinas del ferrocarril, de correos, de telégrafos y de hacienda. 
A pesar de estos preparativos, las tropas de Diéguez lograron infligir las primeras derrotas a los caballeristas, obligando a su jefe a abandonar la capital del estado, el 23 de abril rumbo al norte. Ese mismo día Diéguez informó a Carranza que el movimiento sedicioso de Caballero había sido aplastado. 
Las últimas fuerzas leales a éste se dirigieron hacia Santander Jiménez, baluarte caballerista. Su estancia en ese lugar no fue duradera, ya que el 29 de abril el general Eusebio Galindo hizo huir a los generales Caballero y Eugenio López rumbo a la sierra de Santander. A partir de ese momento las últimas fuerzas leales a Caballero actuaron en una guerra de guerrillas.
El 5 de septiembre de 1918 recibió una carta del general Emiliano Zapata para que reconociera como bandera de lucha el Plan de Ayala, pero Caballero nunca respondió a esa invitación. Los caballeristas asestaron su último golpe en junio de 1919 cuando se apoderaron de la capital del estado.
Después de casi dos años de inútil lucha, Caballero se rindió el 3 de enero de 1920, cuando fue enviado como embajador a Guatemala.

## Desenlace
Después del triunfo del Plan de Agua Prieta regresó al país y fue designado inspector general del ejército. El 21 de octubre de 1925 obtuvo del gobernador Emilio Portes Gil garantías para establecerse en su tierra natal, y se retiró a la vida privada. El general Caballero falleció el 7 de octubre de 1932 en su pueblo natal.